# Штурм Екатеринодара (март 1918)
Пе́рвый штурм Екатеринода́ра — операция зародившейся Добровольческой армии по взятию кубанской столицы, проходившая с 27 марта (9 апреля) по 31 марта (13 апреля) 1918 года против численно превосходящих красных войск А. И. Автономова и И. Л. Сорокина, занявших Екатеринодар. Штурм стал кульминацией Первого Кубанского похода Добровольческой армии с Дона на Кубань.
Первое крупное полевое сражение Гражданской войны в России. Последнее сражение генерала Л. Г. Корнилова.

## Военно-политическая обстановка накануне штурма
Операции по взятию кубанской столицы предшествовали переговоры руководства Добровольческой армии и представителей кубанского правительства, пытавшихся отстаивать самостоятельность кубанских отрядов.
17 (30) марта у Новодмитриевской после упорного сопротивления кубанцев, желавших сохранить «автономную армию суверенной Кубани», и подписания в итоге официального «союзного договора» воинские формирования кубанского краевого правительства были включены в армию генерала Л. Г. Корнилова, при этом кубанская власть обязалась содействовать пополнению и снабжать Добровольческую армию. В результате численность белой армии возросла до 6000 штыков и сабель, из которых были сформированы три бригады; количество орудий увеличилось до 14.
Перед добровольцами встала новая задача — взять Екатеринодар. Армия простояла в Новодмитриевской до 22 марта — штаб разрабатывал операцию по взятию столицы Кубани. Войска отдыхали и переформировывались, отбивая одновременно постоянные атаки солдат А. И. Автономова от Григорьевской.
После организационных мероприятий, связанных с включением кубанских войск в состав подразделений Добровольческой армии, Корнилов поручил генералу С. Л. Маркову операцию по пополнению резерва боеприпасов армии: без них нечего было и думать о штурме города. 22 марта (4 апреля) было начато наступление на позиции красных южнее Екатеринодара и захват их складов с боеприпасами. К 24 марта (6 апреля) белые, заняв с боем станицу Георгие-Афипскую, «самоснабдилась» снарядами в количестве около 700 штук.
Корниловым было принято решение штурмовать Екатеринодар. Автономов и Сорокин в это время спешно подтягивали красногвардейские отряды к столице Кубани, объявили город на осадном положении. Действия пехоты поддерживались тремя артиллерийскими батареями на позициях в районе Черноморского вокзала, на Сенной площади и у артиллерийских казарм. Красные имели в своём распоряжении также бронепоезд с экипажем из моряков и 3 броневика.

## Донесения разведки Добровольческой армии накануне штурма
На основании данных разведки штаб Корнилова оценил силы большевиков в 18 тыс. штыков и сабель при наличествующих 3 бронепоездах и 10 артиллерийских орудиях.
Разведка Добровольческой армии доносила также о деморализации и неустойчивости в стане большевиков. Вместе с этими сведениями вскоре поступили разведданные о перемещении красными подкреплений к Екатеринодару.
Красные многократно превосходили белых числом. Учитывая данные о подходящих к красным новых подкреплений, а также исходя из не верных (оценочно втрое заниженных штабом) данных о численности противника, Корнилов принял решение не ожидать сосредоточения на правом берегу Кубани всей своей армии и не тратить времени на выдвижение боевых порядков на исходные позиции, а начать сражение уже 27 марта 1918 года, в день, пришедшийся по церковному календарю на Страстную неделю.

## Планы сторон
Когда численность белой армии увеличилась в два раза (после включения в её состав кубанских пополнений), главнокомандующий решил, что настало время для выполнения одной из задач похода — взятия Екатеринодара. В случае успеха Добровольческой армии представлялась возможность основать базу Белого движения на Юге России и создать мощную армию из кубанских казаков; иной исход грозил всему существованию армии генерала Корнилова. Несмотря на высокий риск атаковать противника, обороняющегося в укреплённом крупном городе, превосходящего в несколько раз численно и во много раз с точки зрения обеспечения боеприпасами, — Корнилов был полон решимости, основу которой составлял список побед добровольцев над противником, многократно превосходившим численно, во время Первого Кубанского похода.
План штурма Екатеринодара, принятый генералом Корниловым, был дерзок: он задумал, как и раньше бывало не раз, застать врага врасплох, внезапно выведя Добровольческую армию на штурм с запада, неожиданно форсировав реку Кубань на паромах к западу от Екатеринодара — в станице Елизаветинской, а не с юга, в районе постоянных мостовых переправ, или восточнее города у станицы Пашковской, где её атаку готовилось отражать красное командование. Н. Д. Карпов, биограф Сорокина, подтверждает, что красный командующий, принявший на себя все нити обороны Екатеринодара, был уверен, что Корнилов, взявший к этому моменту Георгие-Афипскую, двинется именно оттуда к станции Энем для нанесения удара с южного направления.
На самом же деле Корнилов решил на южном направлении ограничиться лишь разрывом сообщения Екатеринодара с Новороссийском: для охвата большого города одновременно с двух сторон и осады у него не хватало сил.

## Ход сражения

### 27 марта
Для выполнения этого плана генерал И. Г. Эрдели в соответствии с распоряжением главнокомандующего стремительным броском занял единственную паромную переправу через реку Кубань в Елизаветинской, а Партизанский полк генерала Б. И. Казановича «психической атакой» без выстрелов обратил в бегство отряд большевиков, пытавшихся помешать переправе белых частей.

### 28 марта
Утром 28 марта Добровольческая армия начала охватывать Екатеринодар со всех сторон, чтобы перекрыть большевикам железнодорожные пути с севера, по которым подходили новые отряды, и лишить их возможности отступления из города, а также в надежде на подъём казаков в ближайшей станице Пашковской. Казаки действительно начали восстание против большевиков и даже прислали Корнилову небольшие подкрепления.
После первых успехов настроение в штабе армии поднялось. Окрылённый лёгкостью успеха, видя моральную неустойчивость большевиков, а также имея сведения о подходящих к красным подкреплениях, Корнилов решил поспешить с атакой, не давая большевикам опомниться от первых поражений и не дожидаясь подхода своих основных сил.
По свидетельству генерала Деникина, чувство морального плана у генерала Корнилова взяло верх над соображениями тактического характера: командующий не мог оставить без прикрытия своих раненых и обоз, которым — в случае переправы бригады Маркова вместе с остальными частями армии — грозила опасность попасть в руки большевиков, если бы они предприняли серьёзное наступление с тыла от аула Панахес. Следствием этого нарушения основ тактики боя стало введение в бой трети армии в виде бригады самого боевого генерала Добровольческой армии — С. Л. Маркова — по частям, по мере её переправы с полудня 28 марта по вечер 29 марта.
Сражение 28 марта сразу же приняло ожесточённый характер: стороны попеременно чередовали атаки и контратаки. Десятикратное преимущество обороняющихся в живой силе дополнялось превосходством в боеприпасах: интенсивность артиллерийского огня красных достигала 600 снарядов в час, в то время как 1-я батарея Добровольческой армии испытывала нехватку снарядов, которую невозможно было компенсировать ни маневром, ни отвагой. Белая артиллерия имела возможность отвечать лишь редкими выстрелами, нехватка боеприпасов стала губительной, когда выдвинутые на позиции орудия могли выпускать не более 10 снарядов по целям, для уничтожения которых требовались сотни; когда эти орудия не могли поддержать пехоту, прижатую господствовавшей артиллерией красных к земле, вдобавок ко всему, также густо обсыпавшей её шрапнелью на равнинных участках, раня немало добровольцев.
Руководивший обороной города А. И. Автономов стянул в Екатеринодар всё, что можно было привлечь к обороне, и, получив огромное численное преимущество перед штурмующими (как известно, для удачи штурма превосходство атакующих в живой силе должно быть примерно 50 %), умело его использовал, вовремя вводя в бой на решающих участках крупные резервы, отбивая таким образом атаки добровольцев одну за другой.
В обозе Добровольческой армии могли лишь предполагать, что случилось на передовой, однако по интенсивности работы артиллерии красных становилось понятно, что происходит нечто ужасное. Старые бойцы, прошедшие Великую войну, вспоминали, что такой шквал огня редко приходилось наблюдать даже на германском фронте:
Я Львов, Перемышль брал, но такого боя не слыхал, — говорит раненый полковник. — Они из Новороссийска 35 тяжёлыми орудиями палят. Слышите? Залпами… артиллерия ухала тяжёлыми страшными залпами, как будто что-то тяжёлое обрывалось и падало…
В течение дня жаркий бой продолжался по всему фронту обороны красных. Военачальник красных Сорокин перемещался по линии своих обороняющихся войск, старался их ободрить, некоторое время проводил со своими бойцами и перемещался на следующий критический участок боя. В обороне города принимали участие и тысяча делегатов 2-го съезда Советов Кубанской области, начавшего свои заседания как раз в дни штурма Екатеринодара Добрармией. Как пишет историк Н. Д. Карпов, отряд делегатов съезда под руководством Ивана Гайченца отличался особой стойкостью. Сорокин впоследствии даже приблизил командира отряда к себе и поручал тому самые ответственные задания.
Тем не менее добровольцы упорно продвигались, занимая одно предместье кубанской столицы за другим, и медленно вышли на окраины города, потеряв около 1 тыс. бойцов. Были ранены командир Партизанского полка генерал Б. И. Казанович, кубанские командиры С. Г. Улагай и П. К. Писарев, донской командир партизан есаул Р. Г. Лазарев. Овладение южными окраинами города вселило в штабе армии уверенность в скором падении Екатеринодара: из опыта «станичных» боёв Первого Кубанского похода было хорошо известно, что, потеряв предместья, большевики всегда спешили покинуть и сам населённый пункт.
Бой продолжался и ночью, но упорное наступление добровольцев не приближало их к цели: Екатеринодар не сдавался. Вскоре в штабе Корнилова были получены известия, что к оборонявшимся прорвались из Новороссийска несколько поездов с «революционными» матросами.
Каменные строения города, многократно превосходящие силы большевиков и ничтожное количество добровольческой артиллерии сильно затрудняли белым штурм Екатеринодара. К вечеру 28 марта были заняты городские предместья, однако развить этот успех не удалось.

### 29 марта
Командующий войсками белых выбрал для расположения своего штаба ферму Екатеринодарского сельскохозяйственного общества, стоявшую у пересечения дорог на отвесном берегу Кубани. Екатеринодар отсюда прекрасно просматривался, однако и красные, узнав, что здесь расположен штаб белых, с утра 29 марта прямой наводкой из орудий сразу трёх батарей стали обстреливать ферму. Генерал И. П. Романовский указал командующему, что безрассудно подвергать себя такой опасности, однако Корнилов пренебрёг советом: поблизости жилья не было, а он не хотел отдаляться от своих войск в уверенности, что вскоре и так переместится вместе со штабом в предместье атакуемого города.
29 марта к месту сражения подошёл державшийся ранее Корниловым в резерве Офицерский полк генерала С. Л. Маркова. С его подходом Главнокомандующий решил возобновить атаку города общим фронтом, нанося главный удар с северо-западного направления. В 12:45 генералу Маркову был отдан приказ «овладеть конно-артиллерийскими казармами, а затем наступать вдоль северной окраины, выходя во фланг частям противника, занимающего Черноморский вокзал». Подготовленная всего семью(!) снарядами атака, которую возглавил лично Марков, увенчалась успехом: добровольцы смогли опрокинуть 1-й Екатерининский полк и другие части красных, и считавшиеся хорошо укреплёнными казармы были взяты 1-й бригадой, тотчас начавшей закрепляться на занятой позиции.
После короткого затишья вслед за марковцами в очередную атаку на красных повёл свой Корниловский полк лично  командир полка подполковник М. О. Неженцев, сражённый сразу вслед за тем, как ему удалось своим примером поднять корниловские цепи, залёгшие было без возможности приподнять голову под огнём красных. Он погиб в тот момент, когда поднимал цепи казаков, влитых в Корниловский полк из-за понесенных больших потерь. Казаки были мобилизованы, воевать не хотели, и смерть Неженцева, так красиво описанная в мемуарах многих, кто и рядом-то не был, - к сожалению, видимо, была не такая "патетически красивая"...
Он чувствовал, что наступил предел человеческому дерзанию и пришла пора пустить в дело «последний резерв». Сошёл с холма, перебежал в овраг и поднял цепи. «Корниловцы, вперёд!» Голос застрял в горле. Ударила в голову пуля, он упал; потом поднялся, сделал несколько шагов и повалился опять, убитый наповал второй пулей.
Полк погибшего Неженцева принял полковник В. И. Индейкин. В первой же своей атаке с корниловцами он был ранен пулей, и находившиеся рядом корниловские офицеры едва успели оттащить его в тыл и спасти. Чтобы как-то поддержать корниловцев, повёл в наступление Партизанский батальон капитан В. Курочкин, вскоре сражённый пулей в очередной атаке батальона. Атака оставшегося без командиров Корниловского полка захлебнулась.
Ночью по приказу Корнилова 1-я бригада генерала Маркова была подтянута к району кожевенных заводов, где днём ранее наметился успех.

### Ночной рейд полка генерала Казановича в центр Екатеринодара
На выручку поколебавшимся корниловцам поспешил раненый генерал Б. И. Казанович во главе Партизанского полка в составе всего 150 бойцов с присоединившимся к ним 100 елизаветинскими казаками. Ему удалось не только выправить положение, но и прорвать оборону красных, ворваться в Екатеринодар, преследуя отступающих, и в сумерках дойти со своими незначительными силами до самого его центра. Как вспоминал генерал, «солнце садилось у них за спиной, и одинокий красный пулемет бил высоко».
Однако остальные части перемешались, и с некоторыми из них у командования была прервана связь. Гибель авторитетных и любимых командиров гасила наступательный порыв частей. В результате, как пишет историк С. В. Карпенко, «не был использован … случай, какие редко выпадают на войне и никогда не повторяются»: дойдя до центра города, генерал обнаружил, что его успех не поддержан другими добровольческими частями ни слева, ни справа: полковник А. П. Кутепов, принявший командование Корниловским полком, не смог ни поднять в атаку совершенно расстроенный и перемешанный с другими частями полк - в полку в строю оставалось 67 человек из 1200 перед штурмом, ударники исчерпали все свои не только физические, но и моральные силы -, ни просто передать Маркову сообщение об атаке Казановича.
В итоге отправленное Казановичем из центра Екатеринодара сообщение не дошло до генерала Маркова, и его Офицерский полк не двинулся на помощь бойцам Партизанского полка. Утром 30 марта, поняв, что поддержки ждать неоткуда, Казанович приказал своему полку начать отход из города на исходные позиции. Построенному в колонну полку пришлось где хитростью, где боем прорываться через позиции успевших занять покинутые было окопы красных, которые так и не поняли, что к ним в глубокий тыл проник отряд белых. Встречным красным разъездам добровольцы Казановича представлялись «красным кавказским полком», и некоторое время даже следовали в рядах красных частей, возвращавшихся на оставленные накануне позиции.
Солдаты двух сторон перемешались друг с другом и шли, мирно беседуя, куря и обсуждая недавний бой. Так, продвигаясь вместе, они дошли до передовой, и здесь красные с удивлением обнаружили, что колонна «красного кавказского полка» с захваченными обозами, не остановившись на линии обороны, продолжила движение за линию фронта. Придя в себя от изумления, красные открыли огонь, однако полк Казановича был уже вне досягаемости их выстрелов.
Главным итогом ночного рейда Казановича стал захват повозки с 52 снарядами, что стало «целым событием» для испытывавшей сильный недостаток боеприпасов армии Корнилова. Об этом количестве - всего 52 снаряда - даже запросили из штаба Корнилова - у добровольцев совсем не было снарядов, а значит - и артиллерийской поддержки... Казанович успешно прорвался назад, но шанс взять город был белыми упущен.

### 30 марта
На третий день штурма Добровольческая армия оказалась даже дальше от своей цели, нежели в два предыдущих: бои за город теряли интенсивность, обе стороны были измотаны и нуждались в передышке. Боеприпасы у добровольцев заканчивались, а потери оказались катастрофическими — численность убитых и раненых превысила 1,5 тыс. человек. Кубанские казаки, видя ситуацию и большой перевес сил у противника, начали расходиться по домам, бросая фронт.
Дальнейшее продвижение белой пехоты от артиллерийских казарм блокировалось взятыми Сорокиным из свежих резервов войсками.
Оборонявшие город войска Юго-Восточной революционной армии имели подавляющее преимущество на каждом участке боя. По трём так и не перекрытым добровольцами железнодорожным линиям постоянно в город к красным приходили подкрепления из Тихорецкой, Кавказской и Новороссийска. Красный командующий А. И. Автономов имел в своём распоряжении огромные запасы патронов, гранат и шрапнельных снарядов, и его части расходовали их, не экономя: на позициях атакующих постоянно рвались гранаты, штурмующих засыпала шрапнель. В то же время артиллерийские батареи белых испытывали недостаток в боеприпасах, поэтому атакам добровольцев предшествовала лишь символическая артподготовка. Бойцы армии Корнилова были вынуждены экономить и патроны, не всегда имея возможность отвечать на огонь противника.
Добровольческие части быстро таяли, в полках вместо 800 осталось по 200—300 бойцов; большинство командиров полков, батальонов и рот были убиты или ранены.

### Военный совет
Как пишет современный исследователь В. Ж. Цветков, к 30 марта впервые за всё время «Ледяного похода» Добровольческая армия оказалась перед катастрофой. Отступать было некуда. Рассеявшись по кубанским степям, армия повторила бы судьбу ударных батальонов подполковника Манакина и Текинского полка, уничтоженных поодиночке. Силы иссякали. Резервы закончились. Но город нужно было взять любой ценой. Другого выхода не было.
Вечером 30 марта Главнокомандующий собрал военный совет. На совещании присутствовали генералы М. В. Алексеев, А. И. Деникин, И. П. Романовский, С. Л. Марков, А. П. Богаевский. Кроме них, Корнилов пригласил А. П. Филимонова, а также Л. Л. Быча, присутствие которого, на первый взгляд, выглядело странным ввиду известной всем антипатии Корнилова к Бычу из-за «самостийных» взглядов последнего и неприятия им «реставраторских намерений» Добровольческой армии. Расчёт Корнилова, чувствовавшего желание многих из его ближайшего окружения снять осаду города для спасения армии, состоял в желании получить поддержку своим планам от кубанского правительства, стремившихся взять город во что бы то ни стало, чужими руками.
Каждый из приглашённых генералов сделал доклад о положении на своём участке боевых действий. Общая картина была довольно мрачной: у красных было подавляющее преимущество в численности, вооружении и боеприпасах; кубанские казаки не пришли на помощь армии; в Екатеринодаре не произошло никаких выступлений против большевиков, которые могли бы помочь взятию города; потери добровольцев были очень тяжелы: командный состав выбит, только раненых более 1,5 тыс. человек, в Партизанском полку осталось 300 бойцов, в Корниловском — ещё меньше; части были утомлены до крайности, снарядов и патронов не было.
Корнилов выслушал всех молча, и после этого высказался со всей своей обычной резкостью и непреклонностью:
Положение действительно тяжёлое, и я не вижу другого выхода, как взятие Екатеринодара. Поэтому я решил завтра на рассвете атаковать по всем фронту.
Всем присутствующим было понятно, что Корнилов уже всё заранее решил, и совет ему нужен лишь для того, чтобы внушить военачальникам, а через них и всей своей армии, собственную непреклонность и уверенность в победе. Мнения разделились. С Корниловым были согласны Алексеев и Филимонов с Бычем. Деникин, Романовский, Марков, Богаевский были против продолжения неудачно складывавшейся операции.
Алексеев предложил перенести решающую атаку на послезавтра — 1 апреля, использовав день 31 марта для отдыха и перегруппировки оставшихся войск. Корнилов согласился с Алексеевым и подвёл черту:
Итак, будем штурмовать Екатеринодар на рассвете 1 апреля. Отход от Екатеринодара будет медленной агонией армии. Лучше с честью умереть, чем влачить жалкое существование затравленных зверей.
После выступления генерала Алексеева было решено отложить штурм на один день и произвести его 1 апреля. Несмотря на то, что все начальники заявили об обречённости последней атаки, Корнилов назначил её, тем не менее, на утро 1 апреля. Сутки давались войскам на отдых.
Генерал Марков, на совещании из-за большой усталости почти спал. Он молча выслушал решение о продолжении штурма. Вернувшись в свой полк, он сказал - завтра штурмуем Екатеринодар, город мы не возьмем, и все погибнем, у кого есть чистое белье наденьте, оно вам больше не понадобится.

### 31 марта. Гибель генерала Корнилова
Ферму на берегу Кубани, в которой находился штаб Корнилова, красные обстреливали несколько дней. Подчинённые многократно просили главнокомандующего перенести штаб в другое, более безопасное место, однако Корнилов относился равнодушно к рвущимся рядом снарядам. 31 марта Корнилову вновь указали на опасность, но тот ответил только: «Теперь уже не стоит, завтра штурм».
Ночь на 31 марта Корнилов не спал. По свидетельству адъютанта Хаджиева, Лавр Георгиевич выглядел совершенно измождённым: «глаза его были неестественно открыты и блестели на жёлтом от усталости лице. Мне показалось, что я вижу на лице Верховного предсмертную пыль… Я постарался отогнать эту мысль».
В 6 часов утра Корнилов попрощался с телом М. О. Неженцева. Долго смотрел в лицо покойного. Затем снова вернулся в дом, принял доклады Богаевского и Деникина, намечал места завтрашней атаки по карте. В 7:20 утра очередной снаряд, выпущенный большевиками по ферме, пробил стену здания и разорвался внутри, когда генерал сидел за столом. Он умер, вынесенный на воздух, на руках А. И. Деникина, И. П. Романовского, адъютанта — поручика В. И. Долинского, командира текинцев Хана Хаджиева.
Тело Главнокомандующего в сопровождении текинского конвоя отвезли в немецкую колонию Гначбау (правильное название немецкой колонии в русском написании - Гнадау), где убитого уложили в простой сосновый гроб, в который кем-то были положены свежие весенние цветы. Священник Елизаветинской отслужил панихиду, и 2 апреля Корнилова тайно похоронили, при этом оказать последние почести генералу были допущены лишь несколько самых близких лиц. Рядом с Корниловым был похоронен уважаемый им человек и боевой товарищ — М. О. Неженцев. Чтобы не привлекать внимание посторонних, обе могилы тщательно сровняли с землёй, и старшие военачальники Добровольческой армии, прощаясь с Главнокомандующим, намеренно обходили захоронение стороной, чтобы лазутчики красных не смогли точно определить место захоронения.
Деникин и Романовский распорядились скрыть от сражающейся армии гибель её Главнокомандующего хотя бы до вечера, но весть мгновенно облетела войска.
М. В. Алексеев издал приказ о назначении Деникина командующим армией. Деникин, и до этого считавший правильным отступить от Екатеринодара, понимал, что смерть Корнилова так сильно подорвала боевой дух белых, что победа стала невозможной. Теперь, после вступления в командование армией, его главной задачей стал не отвод её «с честью» из создавшегося положения, но спасение людей и сохранение шанса на продолжение начатой Корниловым борьбы.
Положение, в котором оказался новый главнокомандующий, диктовало только одно решение: прекращение штурма города и отрыв форсированным маршем от екатеринодарской группировки армии А. И. Автономова. В середине дня 31 марта Деникин, Алексеев, Романовский, А. П. Филимонов и Л. Л. Быч решили отходить на север, к станице Медведовской, а дальше — на Дядьковскую.

## Отход белых от Екатеринодара. Подвиг генерала Маркова
В ночь с 31 марта на 1 апреля Добровольческая армия сняла осаду кубанской столицы и двинулась к Медведовской.
При оставлении Елизаветинской, когда большевики уже почти окружили станицу, обозное начальство ( решение было принято командованием армии и оставлено было около 200 человек, часть из них были забраны однополчанинами, чтобы не оставлять красным на растерзание) не нашло иного выхода, как оставить 64 тяжелораненых, для которых транспортировка была равносильна смерти, на попечение врача и сестёр милосердия — в надежде на великодушие красных. С ними были оставлены и деньги. Однако пришедшие следом большевики убили 53 раненых добровольцев, и лишь одиннадцати удалось избежать расправы. Акт Особой следственной комиссии по расследованию злодеяний большевиков при Главнокомандующем ВСЮР, составленный чиновниками министерства юстиции в Екатеринодаре 20 марта 1919 года, свидетельствовал о случаях злодеяний красных в отношении мирного населения, раненых добровольцев и медицинского персонала, оставленного за ними ухаживать: Около 20 раненых было оставлено для того, чтобы отвезти их в Екатеринодар и показать как пленных. Оставили по 2 на каждую найденную телегу для перевозки. Остальных зарубили. А раненных целый день возили по Екатеринодару и всячески глумились над ними. Впоследствии они были помещены в госпитали, и некоторые из них дожили до прихода белогвардейцев в город во втором Кубанском походе.

1 апреля в станицу Елизаветинскую вступили передовые конные большевистские отряды, которые отнеслись терпимо к оставшимся раненым, но затем по мере подхода других частей, особенно  пехоты, раненые подверглись глумлению и избиению, и у них были отобраны деньги.

1-го же апреля начались единичные случаи убийства…

2 апреля в станицу Елизаветинскую пришёл большевистский карательный отряд, который обошёл все училища и школы станицы, приспособленные под лазареты, и во всех них перебил оставленных раненых и больных.

Выяснить точное число и все имена убитых большевиками в лазаретах станицы Елизаветинской раненых и больных участников Добровольческой армии не удалось, но по показанию одного казака, закапывавшего трупы, он насчитал положенных в могилу 69 тел.

Кроме того, тогда же были убиты и две сестры милосердия, из которых одну большевики бросили в Кубань, а другую, совсем молодую девушку, институтку 6 кл[асса] Веру Пархоменко, расстреляли за кладбищем станицы.— Дело № 2. Акт расследования по делу об избиении большевиками в лазаретах станицы Елизаветинской раненых и больных участников Добровольческой армии
К ночи на 1 апреля армия подошла к немецкой колонии Гначбау (правильно Гнадау), где простояла весь следующий день, под обстрелом и дожидаясь темноты. В армии было шатание. Некоторые ее спешно покинули. Офицерская рота спешно продвинулась к штабу для его возможной защиты при мятеже. Почти все остальные бойцы были брошены в бой на прорыв. Иначе смерть.
А. И. Деникин распорядился оставить лишь 4 орудия, так как большее количество и не требовалось в связи с мизерным числом оставшихся снарядов. Более 10 добытых с огромным трудом, а теперь ставших бесполезной обузой орудий утопили в реке, предварительно сняв затворы и испортив лафеты.
Главнокомандующий генерал Деникин решил дезориентировать противника и, сделав ложный манёвр, который должен был показать большевикам, что он якобы уводит добровольцев на север, вечером отдал приказ двигаться в сумерках на восток, в направлении железнодорожного полотна, к станице Медведовской. Успешное пересечении линии железной дороги означало существенное повышение шансов на спасение армии, так как позволяло вырваться из сетки железной дороги, контролировавшейся красными бронепоездами.
Армия представляла из себя санитарный обоз с почти 3 тысячами раненых и небольшие части - можно сказать, как охранение обоза - всего до 1000 человек в строю.
В ряде станиц раненых опять оставляли, например, в Дядьковской..
Своим спасением Добровольческая армия по сути была обязана генералу С. Л. Маркову: в результате проявленного им мужества и находчивости в бою в ночь со 2 на 3 апреля остатки Добровольческой армии смогли взять железнодорожную станцию Медведовка (Ведмидивка) и станицу Медведовскую, захватить и уничтожить один бронепоезд советских сил и заставить отойти второй, взять много трофейных патронов и снарядов, прорвать окружение и уйти от преследования многократно превосходящих советских войск в сторону дружественных станиц.
Большевистская пресса при этом в те дни писала о «разгроме и ликвидации» «белогвардейских банд, рассеянных по Северному Кавказу», довольно неточно представляя себе истинное положение дел. Добровольческая армия, приняв небольшое пополнение из казаков, которые решили ее поддерживать, вскоре вновь вышла к границам Дона и Ставрополья.

## Итоги
Красные войска потеряли при обороне Екатеринодара свыше 15 тысяч человек убитыми. Ранеными были заполнены все лазареты и санитарные поезда по линиям железных дорог.
Несмотря на то, что поход начинали 4 тысячи белых бойцов, а к моменту снятия осады Екатеринодара армия насчитывала 5 тысяч, белые потеряли многих из своих военачальников, включая и своего вождя.
Увеличение числа бойцов может показаться кому-то как показатель небольших потерь, но это не верно. Основные строевые части несли большие потери. Так, Корниловский ударный полк за поход трижды сменил свой состав. От Екатеринодара он отошел в составе 67(!) ударников. Выздоравливающие пополняли его и вскорости он вырос(!) до 200 человек в строю.
Армии не удалось достичь одной из главных её целей — занятия столицы Кубани как базы для деятельности. Тем не менее, как пишет историк Питер Кенез, Ледяной поход был весьма далёк от провала: присоединение большого числа казаков изменило характер Белой армии и гарантировало ей возможность роста в будущем.

## В искусстве
- Описываемым в статье событиям посвящено стихотворение «Малиновый звон» [чьё?][значимость?].

### Исследования
- Поляков Ю. А. Дредноут «Мальборо» идёт на запад // Деникин А. И. Очерки Русской Смуты. Крушение власти и армии, февраль — сентябрь 1917. — Репринт. изд. — Наука, 1991. — ISBN 5-02-008582-0.
- Волков С. В. Трагедия русского офицерства. — 3-е изд. — М.: Центрполиграф, 1999. — 509 с.
- Гагкуев Р. Г. Генерал Марков // Марков и марковцы / Ред. В. Ж. Цветков. — М.: Посев, 2001. — (Белые воины). — ISBN 5-85824-146-8.
- Калиткина Н. Л. Я смерти не боюсь… // Марков и марковцы / Ред. В. Ж. Цветков. — М.: Посев, 2001. — (Белые воины). — ISBN 5-85824-146-8.
- Зайцов А. А. Гл. 3. Австро-германская оккупация и 1-й Кубанский поход Добровольческой армии // 1918: Очерки истории русской Гражданской войны: Судьбы. События. Документы. — М.: Кучково поле, 2006. — ISBN 5-901679-16-4.
- Карпов Н. Д. Мятеж главкома Сорокина: правда и вымыслы. — М.: Русская панорама, 2006. — 415 с. — (Страницы российской истории). — ISBN 5-93165-152-7.
- Цветков В. Ж. Лавр Георгиевич Корнилов // Вопросы истории : журнал. — 2006. — № 1. — С. 55—84.
- Белое движение. Поход от Тихого Дона до Тихого океана. — М.: Вече, 2007. — 378 с. — (За веру и верность). — ISBN 978-5-9533-1988-1.
- Кенез П. Красная атака, белое сопротивление. 1917—1918 = Red Attack, White Resistance: Civil War in South Russia 1918 by Peter Kenez / Пер. с англ. К. А. Никифорова. — М.: Центрполиграф, 2007. — С. 130—134. — (Россия в переломный момент истории). — ISBN 978-5-9524-2748-8.
- Карпенко С. В. Белые генералы и красная смута. — М.: Вече, 2009. — 432 с. — (За веру и верность). — ISBN 978-5-9533-3479-2.
- КУБА́НСКИЕ ПОХО́ДЫ ДОБРОВО́ЛЬЧЕСКОЙ А́РМИИ : [арх. 16 июня 2024] // Гермафродит — Григорьев. — М. : Большая российская энциклопедия, 2007. — (Большая российская энциклопедия : [в 35 т.] / гл. ред. Ю. С. Осипов ; 2004—2017, т. 7). — ISBN 978-5-85270-337-8.

### Воспоминания
- Деникин А. И. Очерки русской смуты: В 3 кн. — М.: Айрис-пресс, 2006. — (Белая Россия). — ISBN 5-8112-1890-7.
- Марков и марковцы / Ред. В. Ж. Цветков. — М.: Посев, 2001. — (Белые воины). — ISBN 5-85824-146-8.